# Stone Mountain

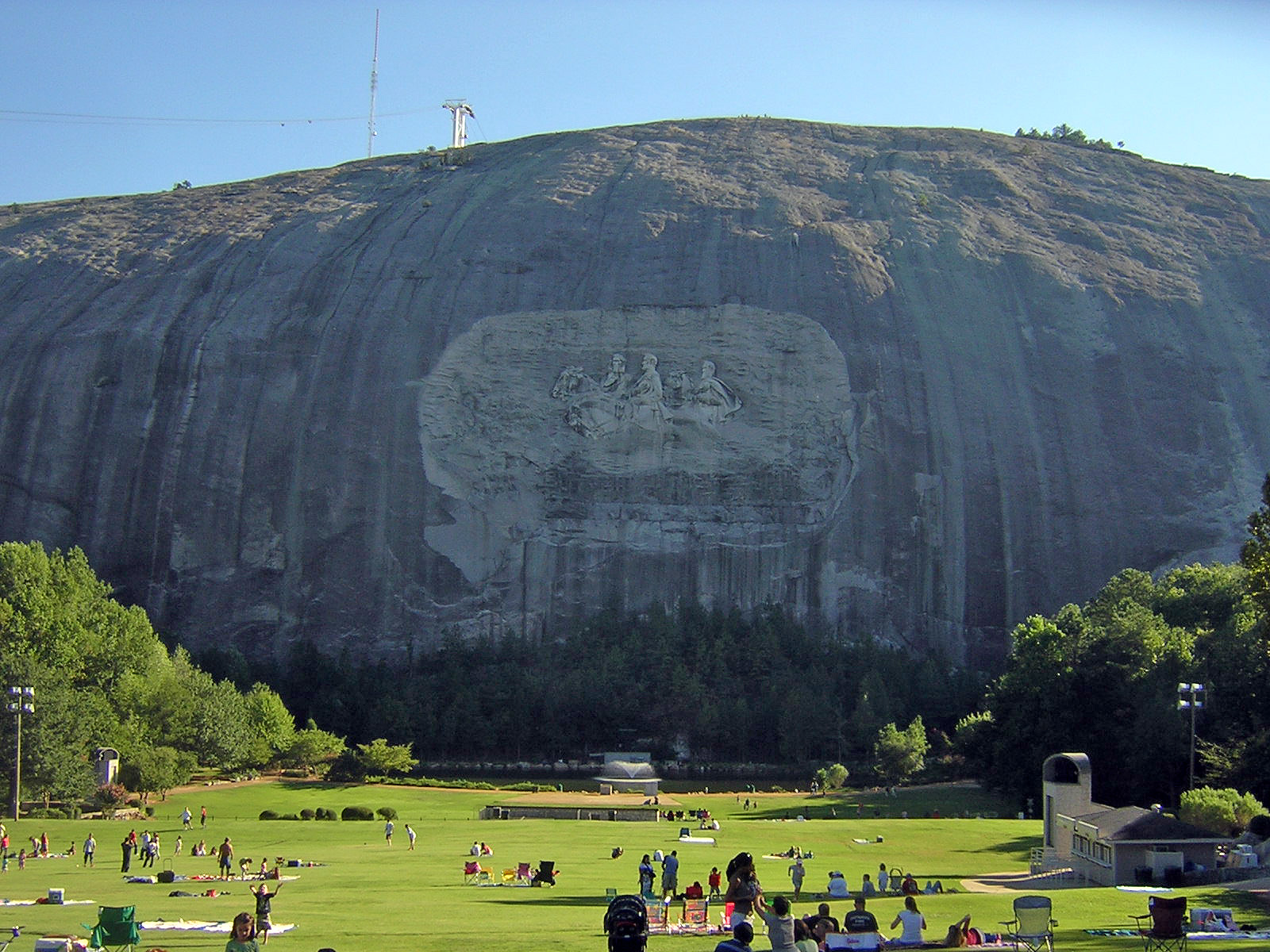
Stone Mountain

Stone Mountain este un masiv de granit cu altitudinea de 514 m m deasupra n.m. situat la Stone Mountain, Georgia, o localitate lângă Atlanta. După unele aprecieri este al doilea monolit ca mărime în lume după Mount Augustus. 
Stone Mountain este nu numai o curiozitate din punct de vedere geologic ca masiv unitar, ci el mai are pe peretele din nord un basorelief, care este cel mai mare basorelief din lume. Aici în anul 1915 la Stone Mountain, Georgia va fi înființată din nou organizația teroristă Ku Klux Klan. 